# Hauptstraße (Abtswind)

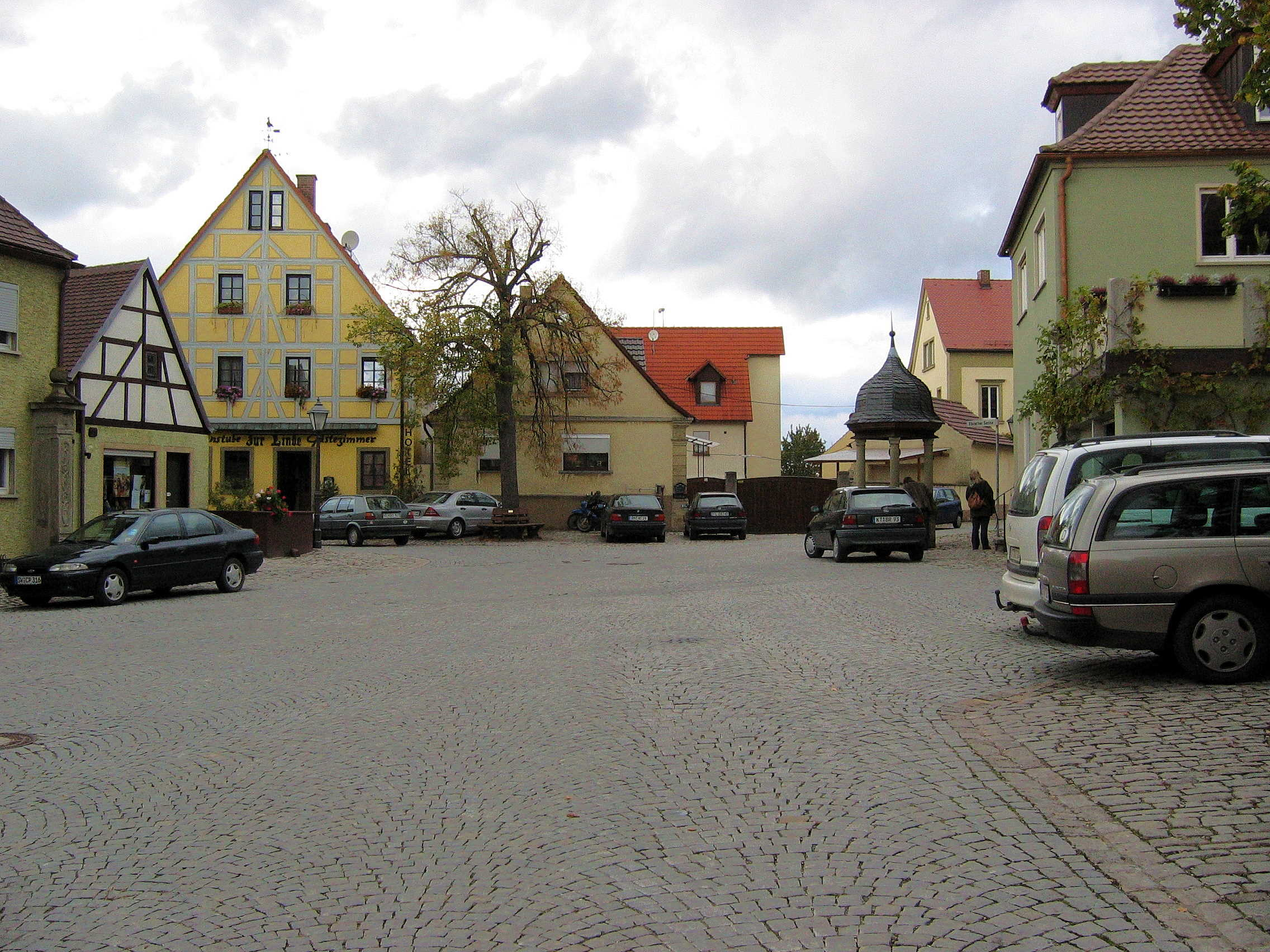

Die Hauptstraße ist die zentrale Straße des unterfränkischen Weinbauerndorfes Abtswind.
Sie führt vom westlichen zum östlichen Tor der ehemaligen Marktbefestigung. Etwa in der Mitte der Straße öffnet sie sich zu einem Marktplatz. Das Bild der Straße wird geprägt von giebelständigen, zweigeschossigen Winzer- und Bauernhöfen des 18. und 19. Jahrhunderts. Die evangelische Pfarrkirche St. Marien wurde nördlich der Hauptstraße im Winkel zum Marktplatz errichtet. Den Abschluss der Hauptstraße bilden die beiden Markttore, die 1605 mit dem Bau der Befestigungsanlage errichtet wurden. Das westliche Tor erinnert mit den Wappen der Grafen von Castell und des Zisterzienserklosters Ebrach an die alten Besitzverhältnisse.
Die Hauptstraße ist als Ensemble Hauptstraße Abtswind in die Bayerische Denkmalliste aufgenommen.

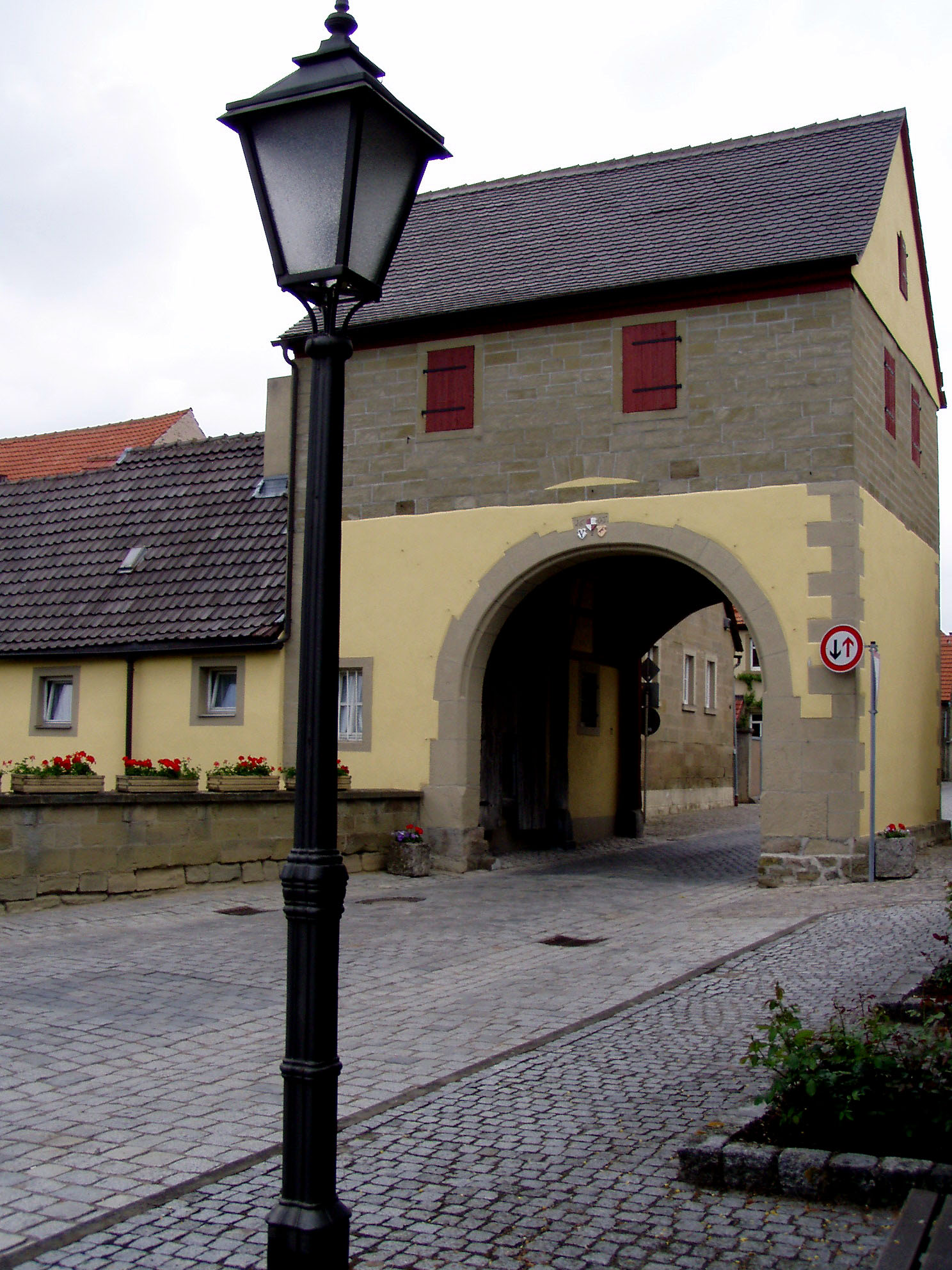
Torhaus der ehemaligen Marktbefestigung
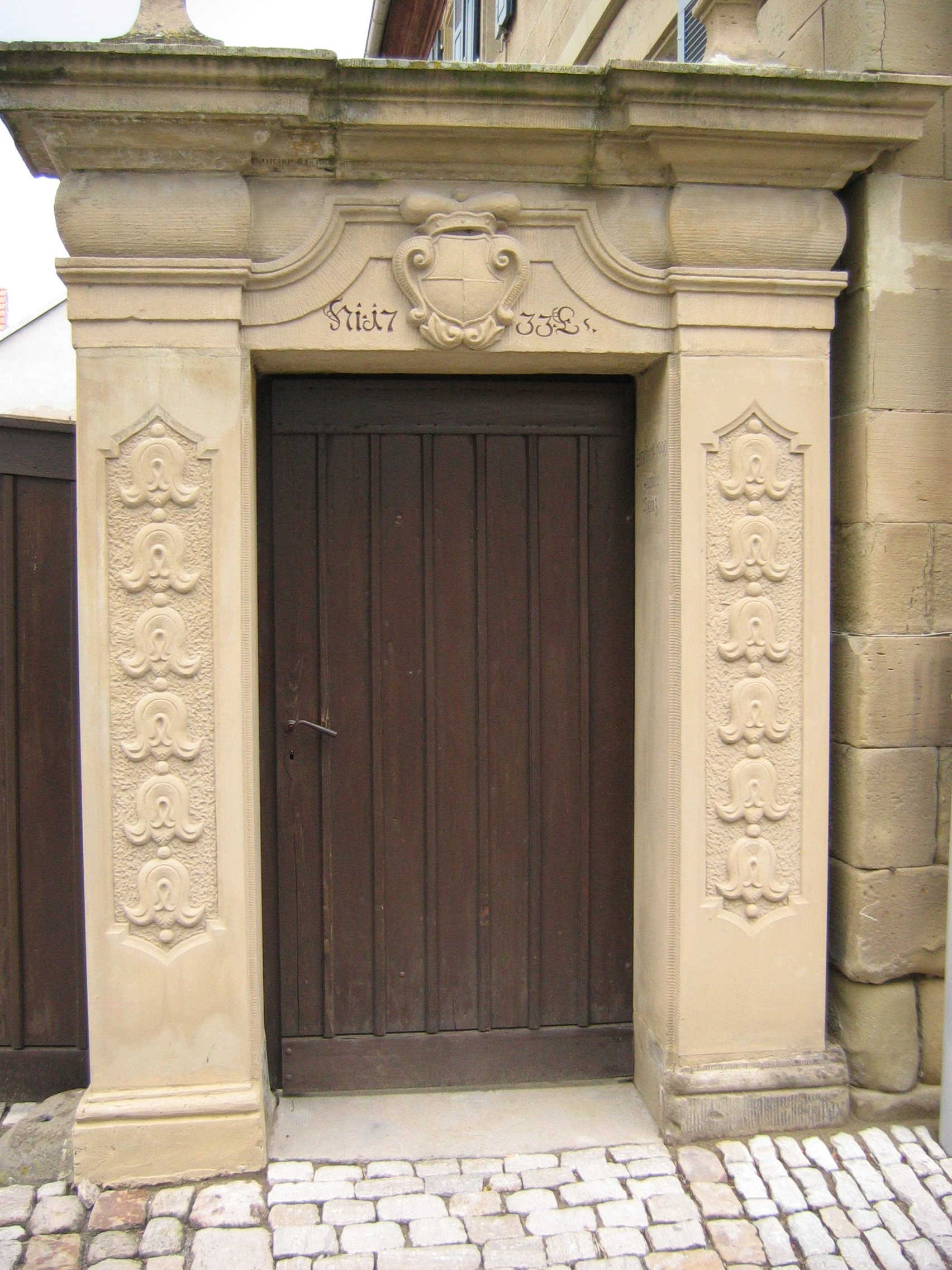
Hoftorpforte im barocken Stil
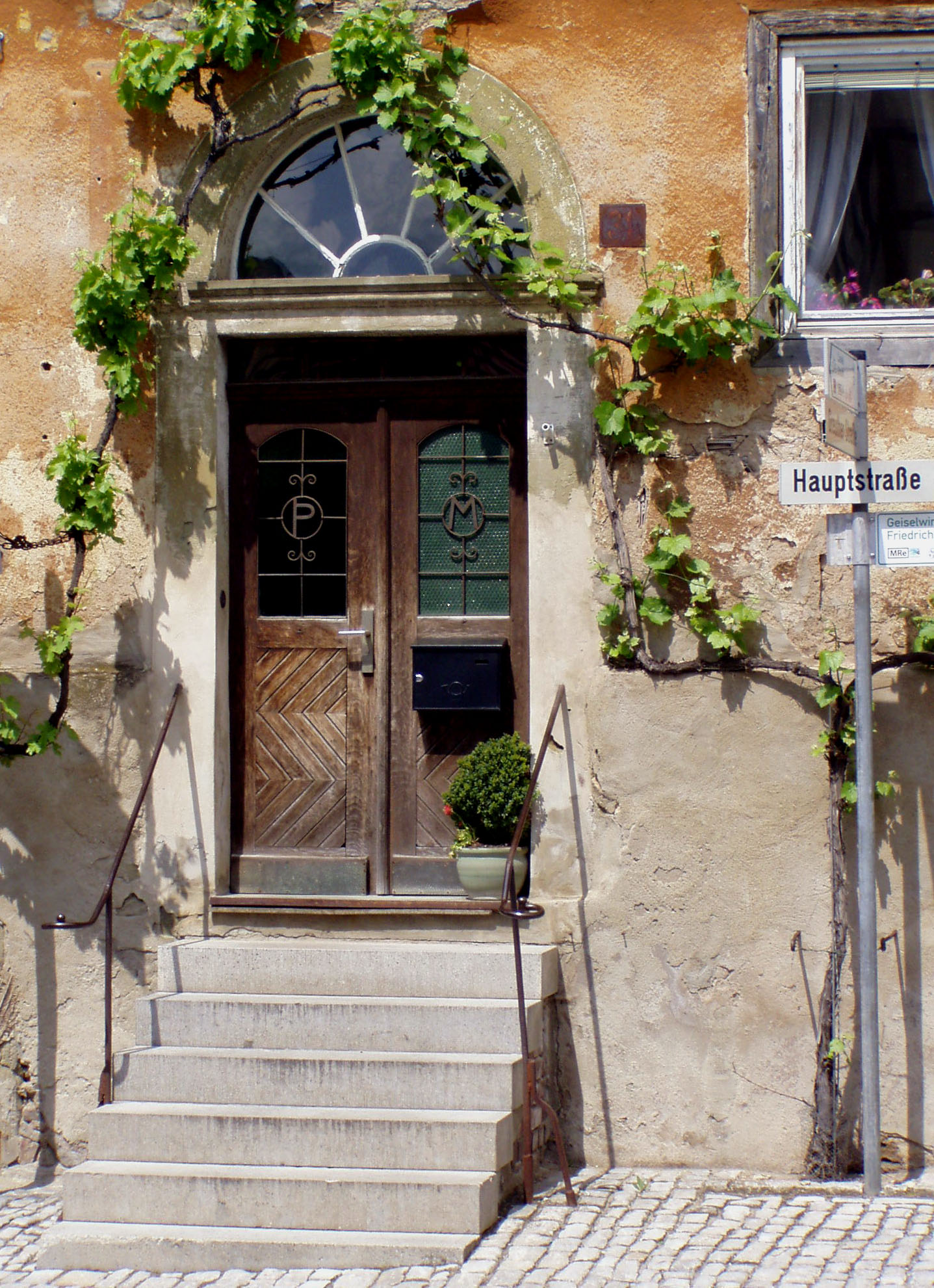
Hauseingang im Ortskern von Abtswind

Koordinaten: 49° 46′ 15,4″ N, 10° 22′ 20,1″ O